# Trimmatom
Trimmatom és un gènere de peixos de la família dels gòbids i de l'ordre dels perciformes.

## Taxonomia
- Trimmatom eviotops (Schultz, 1943)[3]
- Trimmatom macropodus (Winterbottom, 1989)[4]
- Trimmatom nanus (Winterbottom & Emery, 1981)[5]
- Trimmatom offucius (Winterbottom & Emery, 1981)[5]
- Trimmatom pharus (Winterbottom, 2001)[6]
- Trimmatom sagma (Winterbottom, 1989)[4]
- Trimmatom zapotes (Winterbottom, 1989)[4][7][8][9][10][11][12]